# Ulrich Matz
Ulrich Ernst Benno Matz (* 6. Januar 1937 in Berlin; † 28. August 2004 in Erftstadt) war ein deutscher Politikwissenschaftler. Er war von 1993 bis 1997 Rektor der Universität Köln.

## Leben
Matz studierte Rechtswissenschaft, Philosophie und Politikwissenschaft in Bonn, Hamburg und München. Im Jahr 1965 promovierte er zum Dr. jur. Danach arbeitete er bis 1970 als wissenschaftlicher Assistent und Lehrbeauftragter am Geschwister-Scholl-Institut für Politische Wissenschaften der Universität München. Im Jahr 1971 habilitierte er sich dort für Politikwissenschaft und wurde noch im gleichen Jahr von der Universität Köln auf den Lehrstuhl für Politikwissenschaft berufen. Des Weiteren wurde er 1978 Vorsitzender der Prüfungsausschüsse der WiSo-Fakultät. Im Rahmen der akademischen Selbstverwaltung war er von 1983 bis 1987 als Dekan der WiSo-Fakultät tätig.
In den Jahren 1986 bis 1988 sowie 1992 bis 1993 war er Senator der Kölner Universität. Er setzte sich von 1983 is 1987 daneben als Vorsitzender für die 1983 gegründete Deutsche Gesellschaft für Politikwissenschaft ein. Zudem übernahm er von 1993 bis 1997 das Amt des Rektors der Universität Köln. Matz forschte schwerpunktmäßig zur Politischen Philosophie und Ideengeschichte, Rechtsphilosophie, Staatstheorie und Wissenschaftstheorie.
Bis zu seiner Emeritierung im Jahr 1999 leitete er das Forschungsinstitut für Politikwissenschaften und Europäische Fragen der Universität Köln.

## Schriften (Auswahl)
- Rechtsgefühl und objektive Werte. Ein Beitrag zur Kritik des wertethischen Naturrechts (= Münchener Studien zur Politik, Bd. 6). Beck, München 1966 (Dissertation Universität München).
- „Demokratisierung“ statt Hochschulreform? In: Zeitschrift für Politik, Bd. 16 (1969), S. 183–197.
- Die Freiheit der Wissenschaft in der Technischen Welt. Ein politisches Prinzip in der Krise. In: Hans Maier (Hrsg.): Politik und Wissenschaft (= Münchener Studien zur Politik, Bd. 17). Beck, München 1971, S. 401–432, ISBN 3-406-02797-0.
- Emanzipationspostulat und Demokratiemodell des Grundgesetzes. In: Civitas. Jahrbuch für Sozialwissenschaften, Bd. 12 (1973), S. 9–37.
- (Hrsg.): Grundprobleme der Demokratie (= Wege der Forschung, Bd. 141). Wissenschaftliche Buchgesellschaft, Darmstadt 1973, ISBN 3-534-03959-9.
- Politik und Gewalt. Zur Theorie des demokratischen Verfassungsstaates und der Revolution. Alber, Freiburg/Br. 1975, ISBN 3-495-47297-5.
- Das Gewaltproblem im Neomarxismus. In: Eduard J. M. Kroker (Hrsg.): Die Gewalt in Politik, Religion und Gesellschaft. Kohlhammer, Stuttgart 1976, S. 59–79, ISBN 3-17-002747-6.
- (Hrsg., mit Peter Graf Kielmansegg): Die Rechtfertigung politischer Herrschaft. Doktrinen und Verfahren in Ost und West. Alber, Freiburg/Br. 1978, ISBN 3-495-47390-4.
- (mit Gerhard Schmidtchen): Gewalt und Legitimität (= Analysen zum Terrorismus, Bd. 4,1). Westdeutscher Verlag, Opladen 1983, ISBN 3-531-11630-4.
- (Hrsg.): Aktuelle Herausforderungen der repräsentativen Demokratie. Heymann, Köln 1985, ISBN 3-452-20499-5.
- (Hrsg.): Die Bedeutung der Ideologien in der heutigen Welt. Heymanns, Köln 1986, ISBN 3-452-20737-4.
- Zur Legitimität staatlicher Gewaltanwendung in der Bundesrepublik Deutschland. In: Albrecht Randelzhofer (Hrsg.): Konsens und Konflikt. 35 Jahre Grundgesetz. De Gruyter, Berlin 1986, S. 336–347, ISBN 3-11-010315-X.
- Was ist das Wesentliche an der Demokratie? In: Günter Baadte (Hrsg.): Christen und Demokratie (= Kirche heute, Bd. 4). Styria, Graz 1991, S. 107–124, ISBN 3-222-11970-8.
- (Hrsg.): Geschichtsforschung an der Universität Köln. ALPHA-Informationsgesellschaft, Lampertheim 1995.
- Autonomie der Universitäten. Universitätsidee, bildungspolitische Legitimation und institutionelle Prinzipien. In: Burkhardt Ziemske (Hrsg.): Staatsphilosophie und Rechtspolitik. Festschrift für Martin Kriele zum 65. Geburtstag. Beck, München 1997, S. 1231–1240, ISBN 3-406-41791-4.
- Universität als Politikum. In: Peter R. Weilemann (Hrsg.): Macht und Zeitkritik. Festschrift für Hans-Peter Schwarz zum 65. Geburtstag (= Studien zur Politik, Bd. 34). Schöningh, Paderborn 1999, S. 667–674, ISBN 3-506-79354-3.